# Купянский городской совет
Ку́пянский городско́й сове́т входит в состав Харьковской области Украины. Административный центр городского совета находится в городе Купянск.

## История
- 1917 год — образован городской совет депутатов.
- В ночь на 10 августа 2023 года здание совета было повреждено российской управляемой авиабомбой ФАБ-250[4][5].

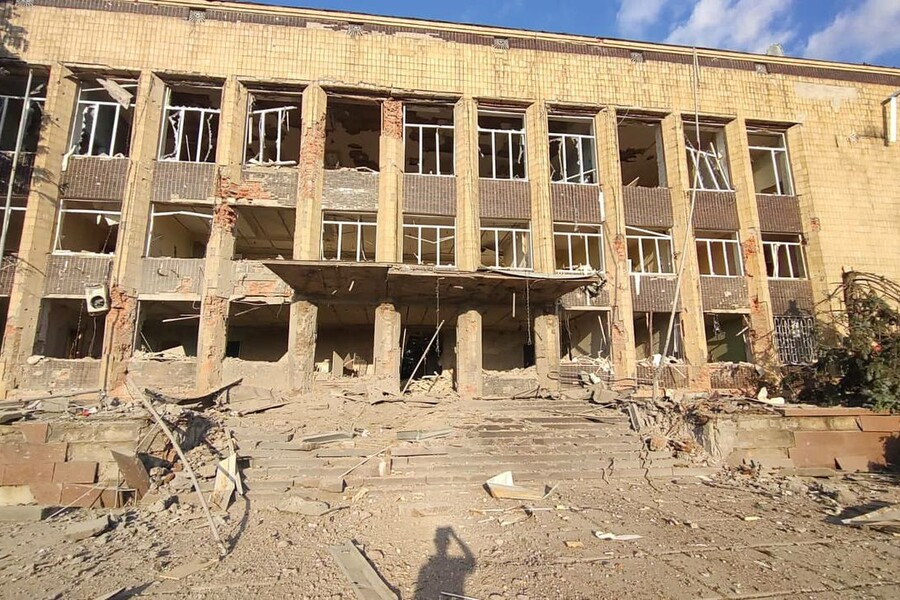
Здание совета после бомбардировки (2023)

## Местные советы
- Купянск-Узловский поселковый совет[6]

## Населённые пункты совета
- город Ку́пянск
- пгт Ковшаро́вка
- пгт Ку́пянск-Узлово́й

## Ликвидированные населённые пункты
- село Заборо́вка